# Донецька група Армії УНР
Донецька група Армії УНР — група військ армії УНР полковника Володимира Сікевича (4 полки).

## Історія

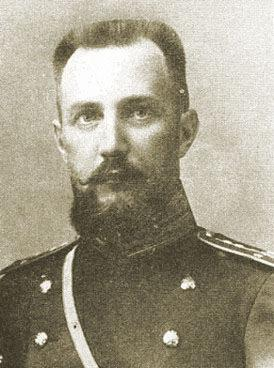
Командир Донецької групи Сікевич Володимир Васильович

3 квітня 1918 частини Запорізького корпусу які перебували в Полтаві отримали наказ від Натієва про створення Слов'янської групи під командуванням Сікевича в легенді наказу повідомлялося:
"Кавказька група під керуванням Єгорова і Лазарева спішить, щоб захопити вуголь близько Микитівки, Горлівки, Дебальцева і там злучитися з робітниками донецького району. Головна їх позиція недалеко Барвінкова."
Згідно з наказом група повинна була складатися з трьох полків і допоміжних загонів загальною чисельністю близько 2000 чоловік. Посадка на станції Полтава. Маршрут Константиноград, Лозова, Слов'янськ. В авангарді кіннота Гордієнківського полку. Полковник Петрів, 5 сотень. 4 квітня був виданий наказ по групі про виступ з Полтави о 6:00 по вказаному напрямку.
Вхідна в неї Донецька група військ армії УНР полковника Сікевича (4 полки), наступаючи в авангарді німецьких військ, 4 квітня увірвалася до Донбасу, зав'язавши бій за станцію Ланна із залишками Одеської армії П. Лазарева. До 8 квітня ця група захоплює Константиноград (нині Красноград) і стратегічну станцію Лозову. Далі Донецька група швидко просунулася в напрямку Барвінкове — Слов'янськ.
Наприкінці квітня 1918 року група військ, звільнивши велику частину Донбасу, вийшла на міжнародно визнаний кордон УНР з Росією і тодішнім Доном. 30 квітня 1918 року українські війська біля станції Колпакове встановили свої символи на кордоні Української держави — два високі стовпи, розмальовані у кольори національного прапора. На кожному з двох стовпів намалювали тризуб, а під написали «У.Н.Р.».[джерело?]
Місцевий більшовик Іван Зміїв залишив такий опис перебування частин Донецької групи Армії УНР на станції Дебальцеве:
|  | "Вранці Малахов провів мене в Петровеньки до мого товариша по службі і колезі Конакову, ввечері тільки що повернувся з Дебальцевого. Він розповів, що робиться в Дебальцеве, і запропонував мені пройтися на станцію подивитися гайдамаків, яких ніхто ще не бачив. Біля іхніх вагонів було багато народу, дивилися на оздоблених вояк, як на дивину. Всі вони не молоді, старше середнього віку, одягнені, як ляльки, барвисто. Всі в синіх жупанах (чумарці), в широких малинових шароварах, в пласких сірих шапках. Але найдивніше - в усіх на голених головах залишені довгі чуби - «оселедці». Озброєні карабінами і кольтами, у деяких шашки. На платформах кулемети, гармати, а кулеметники, за прикладом грізних моряків революції, обвішані кулеметними стрічками хрест навхрест через плечі. Взагалі не Армія, а якась бутафорія! Бракує лише каруселі. Всі вони налаштовані по-святковому, урочисто, як личить «переможцям». Всіх вітають лагідними усмішками !? Малюються простими і добрими «хлопцями», ідейними борцями за незалежну Україну. Але хто дивився уважно, той бачив, що все це напускне, награне, а насправді це жорстокі хами-кати. У всіх пики пропиті, погляди нахабні і злі. Прослизає через маски ненависть до всього російського і кровожерна, садистська помста до більшовиків. Правда, вони добре співали українські пісні і цим привернули до себе хитаючихся без діла дівок. Але найнеприємніше визирало з їх плакатів. Всі їх вагони були прикрашені червоними і жовто-блакитні прапорами, а що за гасла! "Геть сміття з Нашої хати", "Бий жидів і комісарів" і т.д., і т.п. " |

## Командування
- Командир групи - Сікевич Володимир Васильович
- 1-й Запорізький -Загродський Олександр Олександрович
- 3-й Запорізький - Шаповал Олександр Андрійович
- 3-й Гайдамацький - Савельєв Олександр
- 2 батерії легкої і 1 важкої –  Одинець
- Панцирний і броневики – Полковник Болотов.
- Інженерна сотня – Сотник Андріевський.
- Старший лікар – Бахмач.
- Кінна сотня – Сотник Ляхович

## Склад
- 1-й Запорізький піший полк імені Петра Дорошенка  – 800 вояків.[6][1]
- 3-й Гайдамацький піхотний полк  – 800 вояків.[6][1]
- 3-й Запорізький піший полк імені Богдана Хмельницького – 1200 вояків.[6][1]
- Панцирний дивізіон – 3 батареї.
- 2-х легких батарей, окремої важкої батареї, окремої автомобільної панцирної батареї й 2-х летаків

## Участь в бойових діях
- Бої за станцію Лозова — квітень 1918 р.
- Бої за Барвінкове — 15–19 квітня 1918 р. Було вбито 9 козаків, поранено 52 козаки й 7 старшин.
- Бої за Родакове — 24–25 квітня 1918 р.
- Бої за Горлівку — 25–27 квітня 1918 р.
- Бій за станцію Дебальцево — 28 квітня 1918 р.

## Втрати
- Барвінкове - 15 квітня.  Було вбито 9 козаків, поранено 52 козаки й 7 старшин.
- Дружківка - 21 квітня невідомі напали на роз'їзд. вбиті козак  Шинкар і ше один невідомий козак, поранені козак Гадюка, хорунжий Матюшенко.
- Горлівка - 24-27 квітня бій за Горлівку. у Дорошенківців забито двох старшин і пять козаків, ранено трьох старшин і 9 козаків; у гайдамаків забитий один старшина і 9 козаків, ранених всього 22; у Богданівців ранено двох; у гарматчиків двох забитих і трьох ранених;

## Розтріли
26 квітня 1918 року рішенням Гайдамацького суду 3-го Гайдамацького полку було розстріляно 5 жителів Дружківки.
село Дружківка Кожушко Никифор Захарович 45 років.
село Дружківка Захаров Ігнатій Мартинович 18 років.
село Олексіївка Ганевский Олексій Сидорович 19 років.
село Дружківка Ткаченко Петро Прокопович 18 років.
село Дружківка Морозов Мефодій Федорович 18 років.

## Вшанування
- Через 100 років, у 2018 році Україна встановила 30 квітня Днем прикордонника України на честь виходу військ УНР на міжнародно визнаний українсько-російський кордон.